# BEL 20

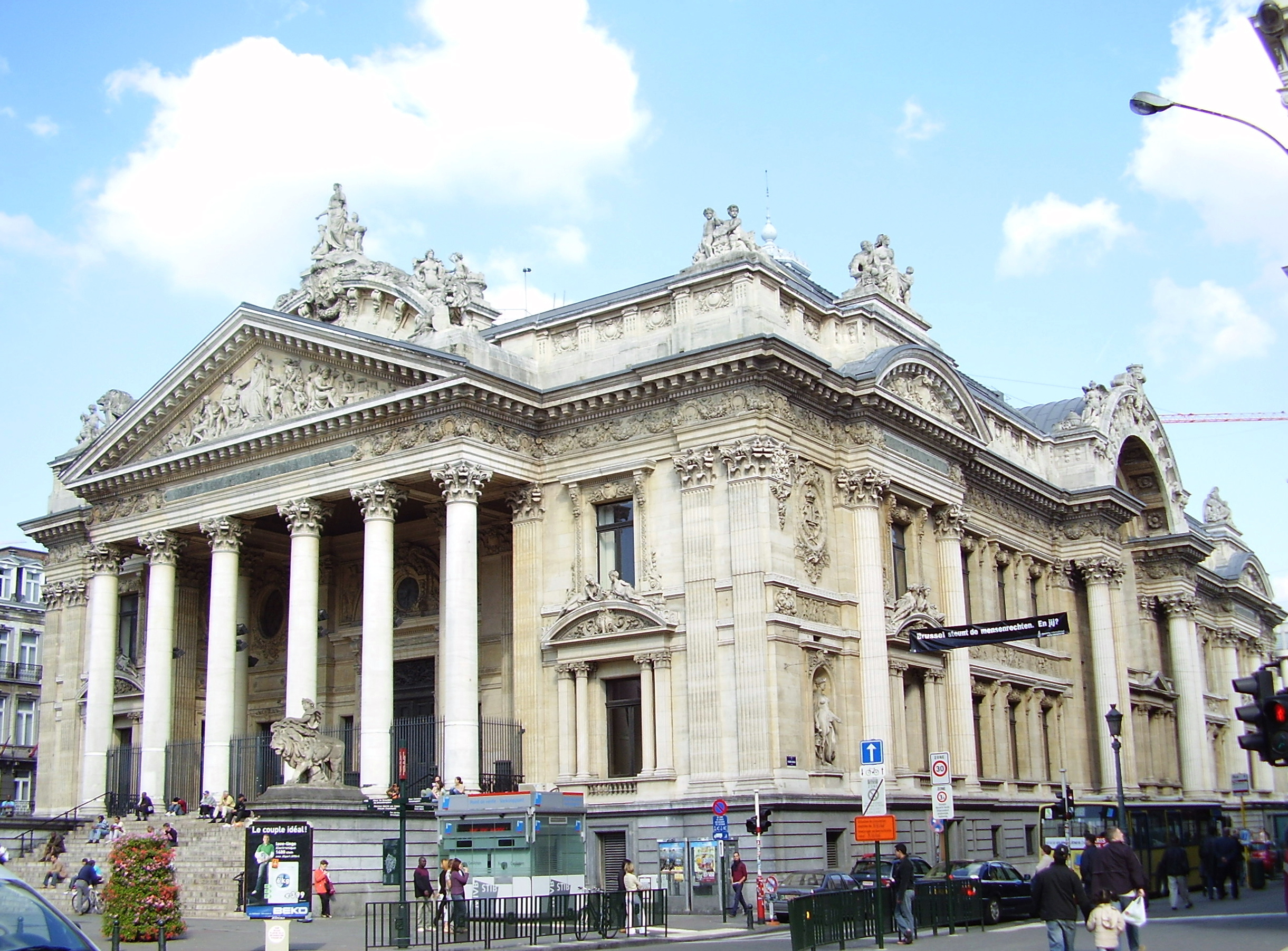
Sede de la bolsa de Bruselas.

El BEL20 es un índice bursátil de la bolsa de Bruselas. Esta bolsa es conocida desde septiembre de 2000 como Euronext Bruselas. En general, el índice consiste en un mínimo de 10 y un máximo de 20 compañías de este mercado. Desde el 4 de marzo de 2008, el índice ha contado con 20 títulos.

## Funcionamiento
La composición del BEL20 es revisada anualmente al final del año. Los cambios tienen efecto el primer día de cotización del mes de marzo. Además de tratarse de empresas representativas del mercado bursátil de Bruselas, las compañías del índice deben tener un mínimo de un 15% de acciones capital flotante para ser aceptadas en el mismo. Además, la capitalización de las acciones de capital flotante (en euros) debe ser por lo menos 300.000 veces el precio del índice en el último día de cotización de diciembre. El requisito mínimo para un componente existente para permanecer en el índice es una capitalización de mercado de 200.000 veces el valor del índice. En cada revisión anual, los pesos de las empresas en el índice tienen un límite de 15%, pero el precio de la acción flota libremente posteriormente. El BEL20 es un índice ponderado.

## Componentes

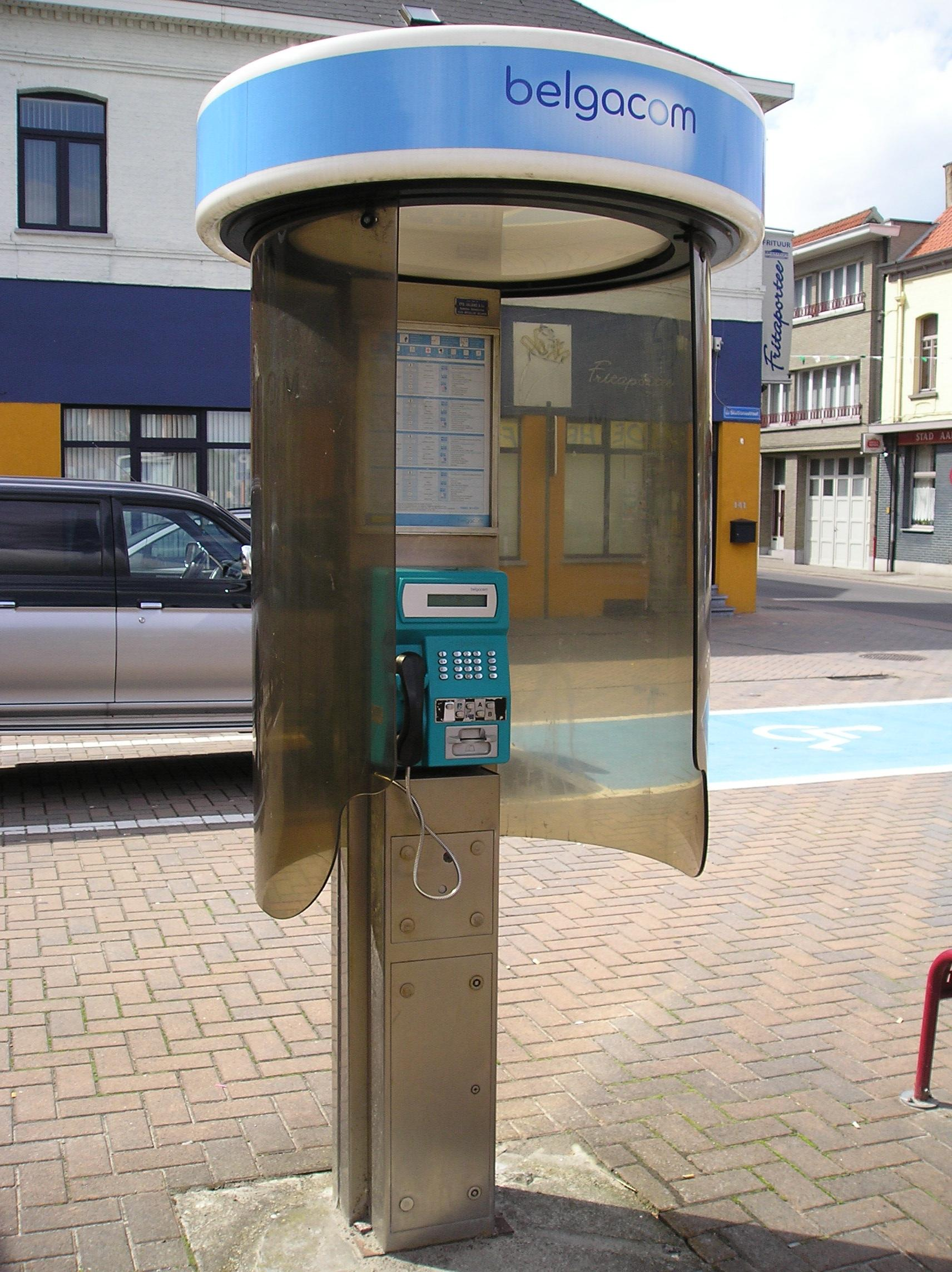
Cabina telefónica de Belgacom (ahora Proximus) en Lebbeke.

Las siguientes 20 empresas constituyen el BEL 20 a 22 de marzo de 2021.
| Compañía               | Sector                | Ticker         | Peso en el índice (%) | en el índice desde |
| ---------------------- | --------------------- | -------------- | --------------------- | ------------------ |
| AB InBev               | Alimentación          | Euronext: ABI  | 12.07                 | febrero de 2002    |
| Ackermans & van Haaren | Servicios financieros | Euronext: ACKB | 2.45                  | marzo de 2007      |
| Aedifica               | Inmobiliaria          | Euronext: AED  | 2.69                  | marzo de 2020      |
| Ageas                  | Seguros               | Euronext: AGS  | 7.51                  | marzo de 1991      |
| Aperam                 | Recursos básicos      | Euronext: APAM | 1.53                  | marzo de 2017      |
| Argenx                 | Salud                 | Euronext: ARGX | 9.93                  | junio de 2018      |
| Cofinimmo              | Inmobiliaria          | Euronext: COFB | 2.79                  | enero de 2003      |
| Colruyt                | Venta minorista       | Euronext: COLR | 2.30                  | enero de 1993      |
| Elia                   | Servicios             | Euronext: ELI  | 2.79                  | marzo de 2021      |
| Galapagos              | Farmacéutica          | Euronext: GLPG | 2.34                  | marzo de 2016      |
| GBL                    | Servicios financieros | Euronext: GBLB | 7.70                  | marzo de 1991      |
| KBC                    | Banca                 | Euronext: KBC  | 11.61                 | enero de 1993      |
| Melexis                | Equipos electrónicos  | Euronext: MELE | 1.36                  | marzo de 2021      |
| Proximus               | Telecomunicaciones    | Euronext: PROX | 2.35                  | marzo de 2004      |
| Sofina                 | Servicios financieros | Euronext: SOF  | 3.70                  | marzo de 2017      |
| Solvay                 | Química               | Euronext: SOLB | 6.08                  | marzo de 1991      |
| Telenet Group          | Media                 | Euronext: TNET | 1.31                  | marzo de 2009      |
| UCB                    | Farmacéutica          | Euronext: UCB  | 8.53                  | marzo de 1991      |
| Umicore                | Química               | Euronext: UMI  | 7.88                  | marzo de 1991      |
| Warehouses De Pauw     | Inmobiliaria          | Euronext: WDP  | 3.20                  | marzo de 2019      |

## Antiguos miembros del BEL20
| Compañía     | ICB Sector           | Símbolo        | Fecha de salida    |
| ------------ | -------------------- | -------------- | ------------------ |
| Agfa-Gevaert | Equipos electrónicos | Euronext: AGFB | 2009-03-02         |
| Almanij      | Banca                | Euronext: ALMB | 3 de marzo de 2005 |
| Barco        | Equipos electrónicos | Euronext: BAR  | 2007-03-01         |
| D'Ieteren    | Comercios            | Euronext: DIE  | 2006-03-01         |
| Electrabel   | Electricidad         | Euronext: ELE  | 2005-11-15         |
| Nyrstar      | Metales no ferrosos  | Euronext: NYR  | 2009-03-02         |